# Oktod-toren

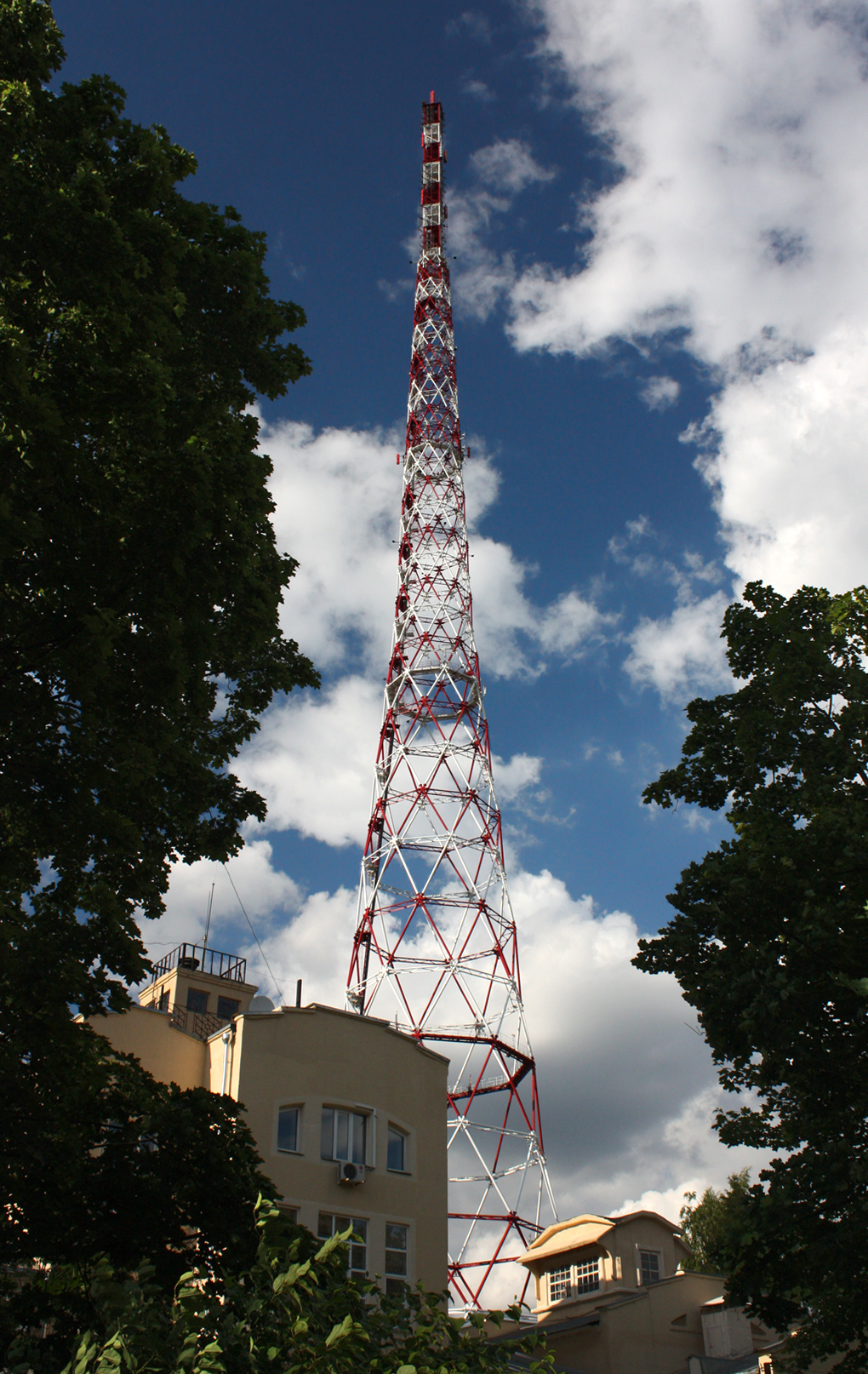
De Oktod-toren

De Oktod-toren (Russisch: Радиотелевизионная башня, Radiotelevizionnaja basjnja)  is een 258 meter lange zendmast in Moskou, Rusland. De Oktod-toren wordt gebruikt voor het uitzenden van radio- en tv-signalen en werd gebouwd met stalen buizen in een achthoekig patroon. De bouw begon in 2004 en werd voltooid in 2006. De eigenaar van de toren is de omroep "Oktod". Zowel het bedrijf als de toren is gelegen op het grondgebied van het voormalige "Radiocentrum Oktober". 
De toren staat in het district Chorosjova-Mnovniki in het westelijke deel van de stad. 
Componenten van de mast werden volledig van staal gemaakt bij een machinefabriek in Syzran.